# WWE Legends' House
WWE Legends' House是美國世界摔角娛樂（WWE）公司所制作的真人實境秀節目，目前僅於世界摔角娛樂網路服務轉播。它於2012年1月開始製作，於美國加利福尼亞州河濱郡棕櫚泉以21週的時間製作了十集的內容，包含後期製作。WWE Legends' House於2012年2月初於哈波·馬克思開始拍攝。

## 世界摔角娛樂網路服務
世界摔角娛樂宣布，WWE Legends' House將於2014年4月17日在世界摔角娛樂網路服務首播。